# شهرستان استورمونت، دانداس و گلنگری
شهرستان استورمونت، دانداس و گلنگری (به انگلیسی: United Counties of Stormont) یک شهرستان در کانادا است که در انتاریو واقع شده‌است.

## خصوصیات
شهرستان استورمونت ۱۱۱٬۱۶۴ نفر جمعیت دارد.